# Aladdin och rövarnas konung
Aladdin och rövarnas konung (engelska: Aladdin and the King of Thieves) är en Disneyfilm från 1996 som är uppföljare till Jafars återkomst. Filmen släpptes direkt till video i USA den 13 augusti 1996.

## Handling
Det har gått en tid sedan den onde Jafar stoppades en gång för alla. Aladdin och Jasmine ska gifta sig och Aladdin bli Agrabahs prins. Under bröllopets gång blir Agrabah intaget av rövare. Aladdin och de andra lyckas hindra rövarnas anfall. Rövarna visar sig ha varit ute efter en ovanlig stav som Aladdin och Jasmine givits i bröllopsgåva.
Staven visar sig innehålla ett orakel som kan se in i framtiden och det förflutna, men bara får svara på en fråga från varje person. Aladdin frågar var hans pappa är och får svaret att han ska följa efter rövarna som flytt. Han tvekar, men Jasmine uppmuntrar honom till att resa eftersom hon tycker att Aladdins far borde få vara med på bröllopet.
Det visar sig att det är Cassim, rövarnas ledare, som är Aladdins far. Aladdin går med i rövarnas klan efter att ha klarat deras farliga inträdesprov, men blir snart tvungen att välja mellan att vara med sin framtida hustru Jasmine i palatset eller att följa med fadern på dennes resor för att hitta Kung Midas hand.

## Rollista
| Figur                     | Engelska röster   | Svenska röster  |
| ------------------------- | ----------------- | --------------- |
| Aladdin                   | Scott Weinger     | Peter Jöback    |
| Aladdin (sång)            | Brad Kane         | Peter Jöback    |
| Anden                     | Robin Williams    | Dan Ekborg      |
| Prinsessan Jasmine        | Linda Larkin      | Myrra Malmberg  |
| Prinsessan Jasmine (sång) | Liz Callaway      | Myrra Malmberg  |
| Cassim                    | John Rhys-Davies  | Hans Josefsson  |
| Cassim (sång)             | Merwin Foard      | Hans Josefsson  |
| Jago                      | Gilbert Gottfried | Anders Öjebo    |
| Sultanen                  | Val Bettin        | Nils Eklund     |
| Razoul                    | Jim Cummings      | Johan Hedenberg |
| Sa’luk                    | Jerry Orbach      | Roger Storm     |
| Oraklet                   | C.C.H. Pounder    | Jasmine Wigartz |
| Abu och Rajah             | Frank Welker      | Frank Welker    |

## Sånger
- Det är stort kalas i Agrabah (Party in Agrabah) - Sjungs av Anden, Aladdin, Jasmine, Cassim, Jago, de fyrtio rövarna och folket i Agrabah
- Såna som du möter man ej var dag (Out of Thin Air) - Sjungs av Jasmine och Aladdin
- Nu ska du bli en av oss (Welcome to the Forty Thieves) - Sjungs av Cassim och de fyrtio rövarna
- Far och son (Father and Son) - Sjungs av Anden, Aladdin och Cassim
- Är du med på det? (Are You In or Out) - Sjungs av Sa'luk och de fyrtio rövarna
- Arabiska natt (Arabian Nights) - Sjungs av manlig sångare

### Fotnoter
1. ↑  ”Aladdin och rövarnas konung”. Disneyania. 19 mars 1996. http://www.d-zine.se/filmer/roevarnaskonung.htm. Läst 20 augusti 2016.